# Johann Baptist Scholl

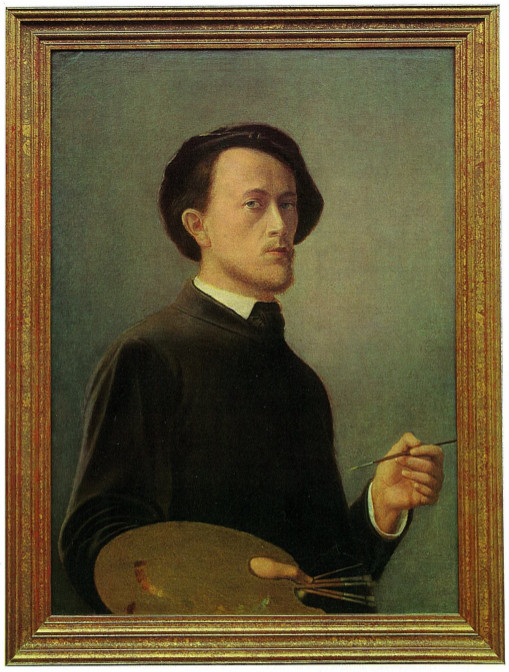
Selbstbildnis Johann Baptist Scholl

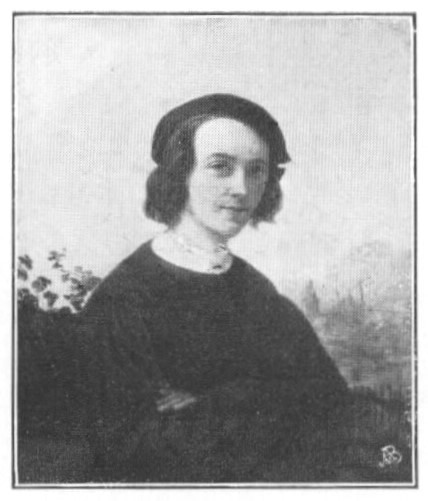
Porträt J. B. Scholl (1837) von Carl Engel von der Rabenau

Johann Baptist Scholl, genannt der Jüngere (* 24. Juli 1818 in Mainz; † 26. September 1881 in Limburg an der Lahn), war ein hessischer Bildhauer, Zeichner und Maler des 19. Jahrhunderts.
Er entstammte einer ursprünglich in Bamberg ansässigen Bildhauerfamilie, deren Ursprünge sich bis zu Beginn des 18. Jahrhunderts zurückverfolgen lassen und deren Mitglieder zum Teil bis heute als Bildhauer tätig sind. Im Folgenden ist der Verwandtschaftsgrad zu Johann Baptist Scholl d. J. in Klammer gesetzt.

## Die Bildhauerfamilie

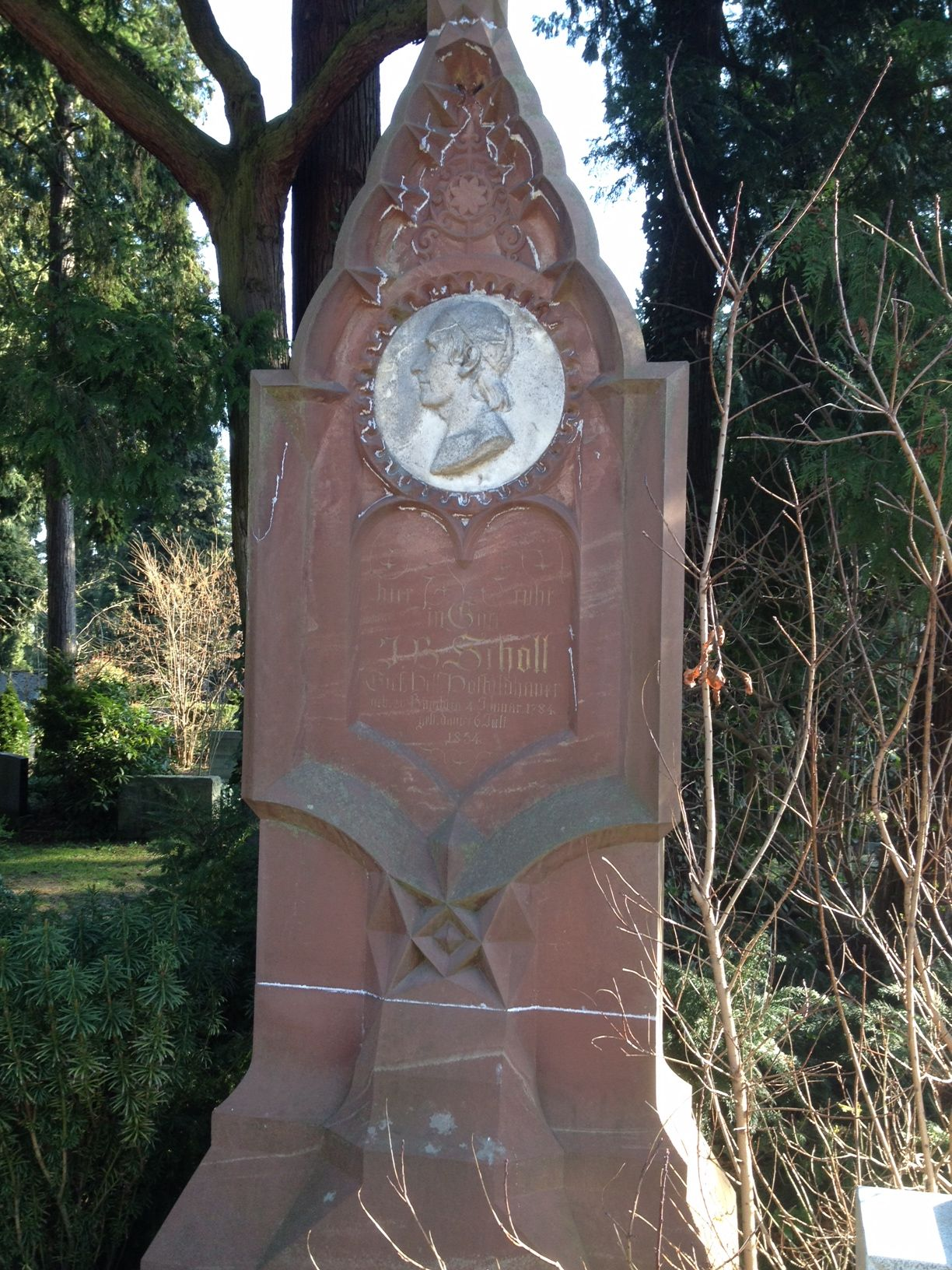
Grabstein von Johann Baptist Scholl d. Ä. auf dem Alten Friedhof, Darmstadt

Bereits Jonas Scholl (Urgroßvater, 1701 in Obereuerheim), dessen Lebensdaten nicht genau bekannt sind, dürfte Bildhauer gewesen sein. Dies würde zumindest erklären, weshalb dessen beide Söhne Johann Valentin (Großvater, 1730–1799) und Johann Adam (Großonkel, geb. 1733) als Bildhauer in Bamberg, bzw. Trier tätig gewesen sind.
Johann Valentin ist als der eigentliche Stammvater der Scholl’schen Bildhauerdynastie anzusehen, aus der eine Mainzer, eine Bremer und eine Darmstädter Linie hervorgegangen sind.
Die Mainzer Linie bestand aus Johann Georg dem Jüngeren (Onkel, 1763–1820), Joseph Franz (Cousin, 1796–1842) und endete mit Anton (Cousin II. Grades, 1839–1892). Von Joseph Scholl stammt die älteste Mainzer Gutenbergskulptur aus dem Jahr 1827. Sie steht seit 2019 im gläsernen Verbindungsgang des Gutenberg-Museums und ist rund um die Uhr zu sehen. Von Anton Scholl sind Reliefs am Mainzer Hauptbahnhof bekannt.
In Bremen waren Peter Ignatius (Onkel, 1780–1825) und dessen Sohn Johannes (Cousin, 1805–1861) als Bildhauer tätig.
Die Darmstädter Linie wurde durch Johann Baptist Scholl d. Ä. (Vater, 1784–1854) gegründet. Ihm folgten Johann Baptist d. J., Karl Scholl (Sohn, 1840–1912), Hermann (Enkel, 1875–1957), Ulla Scholl (Urenkelin, 1919–2011) und Ulla M. (Ururenkelin, geb. 1948 in München).

## Lebensgeschichte

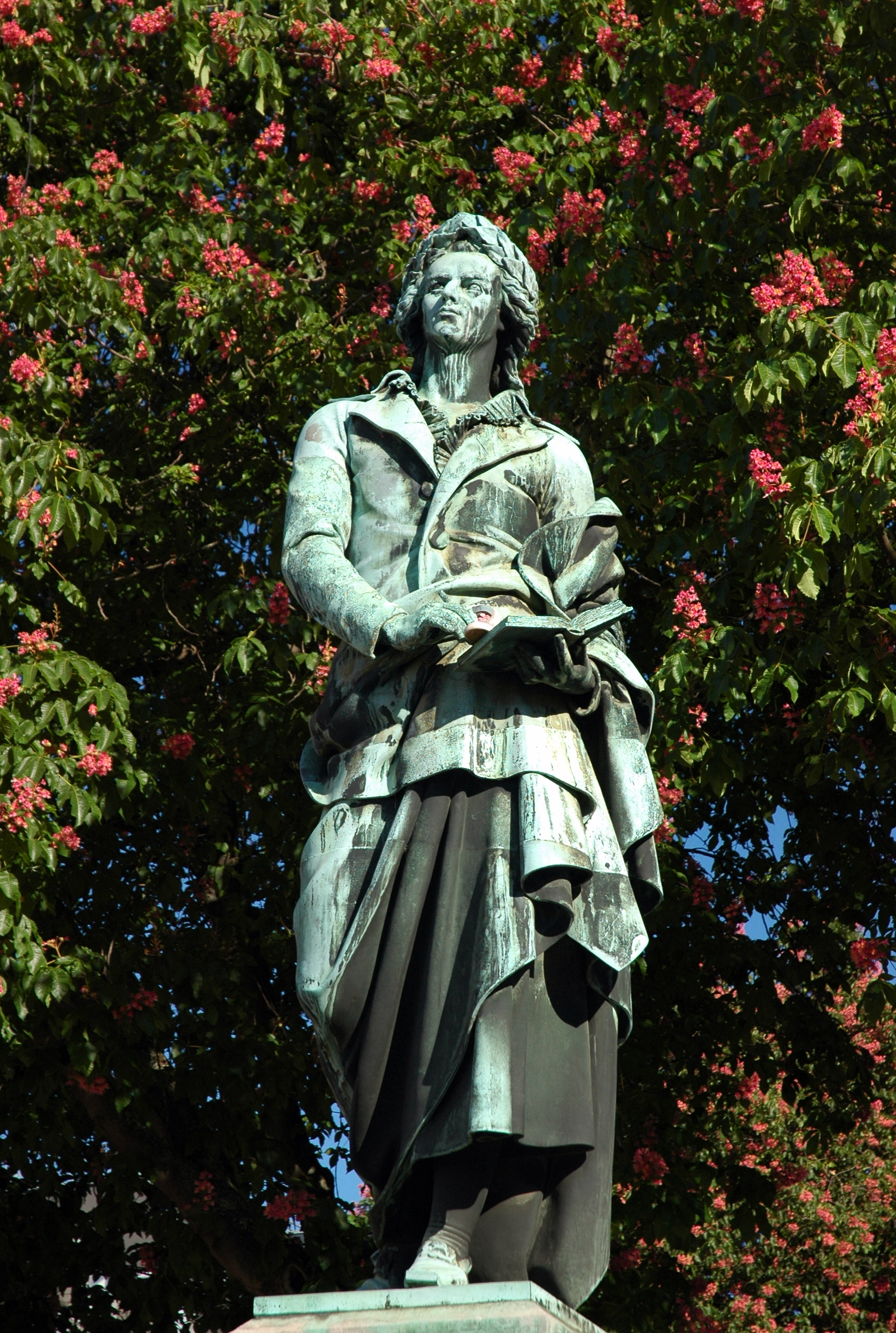
Das Schillerdenkmal in Mainz von 1862, eines der Hauptwerke Johann Baptist Scholls d. J.

Das Hessendenkmal in Mainz-Finthen, ein kaum bekanntes Werk Scholls d. J.

Johann Baptist Scholl wurde am 24. Juli 1818 als Sohn des gleichnamigen Bildhauers Johann Baptist Scholl und dessen Frau Francisca, geb. Clos in Mainz geboren. Scholl d. Ä. war bereits 1817 als Hofbildhauer von Großherzog Ludwig I. nach Darmstadt berufen worden und arbeitete eng mit dem Großherzoglichen Oberbaudirektor Georg Moller zusammen. Unmittelbar nach der Geburt des Sohnes folgte ihm die Familie aus Mainz nach. Johann Baptist d. J. verbrachte seine Jugend in Darmstadt, geprägt durch die Tätigkeit seines Vaters und seiner beiden Vettern. Von Kindheit an erlernte er in der väterlichen Werkstatt den Umgang mit Modellierholz und Meißel, in der Zeichenschule Mollers hingegen architektonische Darstellungen.
Im Alter von 16 Jahren schreibt sich Johann Baptist d. J. 1834 unter der Nummer 1952 in der Münchner Akademie der Künste ein. Um seinen Vater zu unterstützen, der erhebliche Aufträge zur Ausschmückung des Schlosses Homburg v.d. Höhe erhalten hatte, unterbrach er seinen Aufenthalt in München immer wieder. Während dieser Zeit entstanden die ersten Werke Scholls, zwei 1,95 Meter große Elisabeth-Figuren, für das Homburger Schloss, das auf Wunsch der Landgräfin Elisabeth von Hessen-Homburg dem Zeitgeist entsprechend von Moller umgebaut wurde.
Am 6. Januar 1838 heiratete Scholl im Alter von 19 Jahren Anna Margarethe Schleißheimer in München. Aus der Ehe gingen acht Kinder hervor. Karl (1840–1912), Franziska (1844–1887), Nepomuk (1844–1848), Ludwig (1848–1849), Ludwig (1850–1871), Emil (geb.1853, ausgewandert in die USA), Anna Regina Antonia (1857–1913), sowie Johannes (1860–1891). Künstlerisch arbeitete Scholl an Grabdenkmälern, machte sich aber auch mit Grafiken einen Namen. Zur Unterstützung seines Vaters zog Johann Baptist d. J. 1842 mit Familie nach Darmstadt zurück. Die Zusammenarbeit unter einem Dach verlief nicht reibungslos. Bereits nach kurzer Zeit zog Scholl d. J. nach Mainz, um dort das Atelier seines am 7. April 1842 verstorbenen Vetters Joseph Scholl zu übernehmen. 1843 erhielt Scholl von Großherzog Ludwig II. den Auftrag zur Schaffung zweier überlebensgroßen Landgrafenfiguren, die den bisherigen Platz zweier allegorischer Figuren am Hauptportal des Darmstädter Residenzschlosses einnehmen sollten. Scholl arbeitete bis 1845 im Darmstädter Atelier an den beiden Figuren. Offensichtlich hatte sich Ludwig II. was den Standplatz betrifft, jedoch anders entschieden und es entstand ein langjähriger Kampf um deren Aufstellung. Erst 1853 ließ sie Ludwig III. die beiden Landgrafen an einer für die Konzeption nicht geeigneten Stelle als Freifiguren aufstellen. Der erhoffte Erfolg und die Anerkennung für Scholl blieben aus.
Seinen eigentlichen Unterhalt verdiente sich Scholl in seiner Mainzer Zeit durch die Schaffung von Grabdenkmälern, die noch heute auf dem Hauptfriedhof vorhanden sind. Gleichzeitig unterrichtete er noch an der Mainzer Gewerbeschule das Modellieren. Darüber hinaus wurde er von dem Mainzer Provinzialbaumeister Ignaz Opfermann bei dessen damals ausgeführten Bauten und Restaurierungen eingesetzt. Ohne erkennbaren Grund siedelte er 1846 nach Frankfurt am Main über. Aus Bitterkeit über den nicht erhaltenen Auftrag zur Ausführung des Herderdenkmals in Weimar wollte er die Bildhauerei aufgeben. Scholl widmete sich erneut der Grabmalkunst und der Grafik, u. a. entstanden Illustrationen zu den „Deutschen Dichtern“.
1847 zog Scholl erneut um, diesmal in die Taunusstadt Rödelheim. Dort erhielt er von Großherzog Ludwig III. den Auftrag für ein Denkmal zu Ehren der 1792 bis 1815 gefallenen hessischen Krieger. Das „Veteranenmonument“ wurde 1852 in Darmstadt enthüllt und steht heute von den Darmstädtern liebevoll als „Riwwelmatthes“ bezeichnet im Herrengarten. Im gleichen Jahr fertigte Scholl das Grabdenkmal für den am 13. März verstorbenen Hof- und Oberbaudirektor Moller, 1854 das Grabdenkmal für seinen eigenen Vater. Durch dessen Tod ging der Titel „Hofbildhauer“ auf Johann Baptist d. J. über. Dennoch verblieb er in Rödelheim. Das Darmstädter Atelier wurde von einem Verwalter geführt, bis es später der Sohn Scholls, Karl, übernahm.
1852 wandte sich Scholl der Wandmalerei zu und plante mit seinem Jugendfreund, dem Maler Karl Engel, zwei großformatige Gemälde im romantischen Stil. Der „Traum des Bräutigams“ und der „Traum des Künstlers“ sollten auf der Pariser Weltausstellung gezeigt werden und den Durchbruch als Maler bringen. Die Monumentalgemälde, jeweils 5 Meter hoch und 3,5 Meter breit, wurden jedoch nicht rechtzeitig fertig und konnten nur unter unzureichenden Umständen präsentiert werden. Die Wandbilder blieben in Besitz der beiden Künstler und wurden vererbt. Sie gelten heute als verschollen, sind aber im Buch von Thiemann-Stoedtner abgebildet und ausführlich besprochen. Zeitgleich war Scholl von Ludwig III. mit der Ausmalung von fünf Deckenmedaillons für das Hoftheater in Darmstadt betraut worden. Diese Gemälde gingen bei einem Brand 1871 verloren. Die Anerkennung als Maler blieb Scholl versagt.
Aus einer Zeitungsnotiz des Mainzer Anzeigers vom 16. Oktober 1858, geht Scholl als Schöpfer des Hessendenkmals bei Finthen hervor. Dieses war am 10. Oktober 1858 zur Erinnerung an die Teilnahme des nachmaligen Großherzog Ludwig I. bei der Belagerung von Mainz (1793) auf der Feilkirchhöhe bei Finthen, heute Mainz-Finthen errichtet worden. Wann Scholl den Auftrag erhalten hatte, ist unklar. Es dürfte jedoch um 1854/55 gewesen sein, zu diesem Zeitpunkt hatte Ludwig III. den genauen Standpunkt des Zeltes seines Großvaters während der Belagerung ermitteln lassen.
1857 erlitt Johann Baptist d.J erstmals einen epileptischen Anfall. Die Krankheit sollte sein weiteres Wirken erheblich beeinträchtigen. Der älteste Sohn Karl verließ die Gewerbeschule in Freising, um seinen kranken Vater nicht mehr alleine arbeiten zu lassen. 1860 zogen Vater und Sohn in das Darmstädter Atelier um. Dort arbeiteten sie an dem 1859 erhaltenen Auftrag für das Schillerdenkmal in Mainz, das 1862 unter großem Beifall enthüllt wurde. Aufgrund des Erfolges erhielt Scholl auch den Auftrag für ein Schillerdenkmal in Wiesbaden, das 1866 enthüllt wurde. Bereits 1897 wurde es wieder abgebrochen. Das Mainzer Schillerdenkmal war Scholls letztes bedeutendes Werk. Weitere künstlerische Arbeiten waren mehrere Brunnen in Darmstadt, darunter auch der Darmstadtiabrunnen und 1865 das 8,5 Meter hohe Gedenkkreuz für Großherzogin Wilhelmine auf dem Heiligenberg bei Jugenheim an der Bergstraße, eingeweiht am 28. Mai 1866.

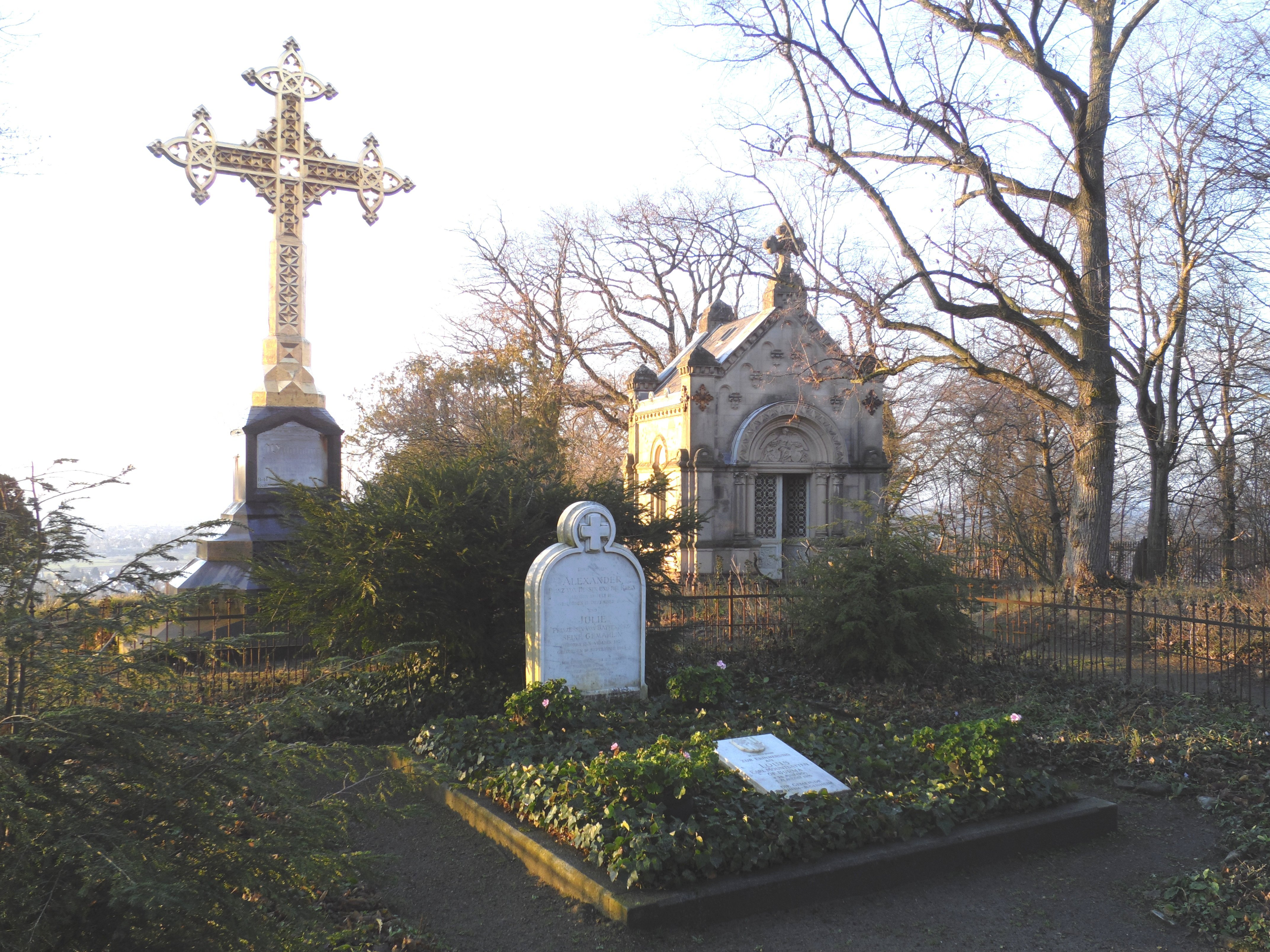
Ensemble im Kreuzgarten auf dem Heiligenberg bei Jugenheim

Für den Sockel dieses Kreuzes verwendete Scholl erstmals Syenit aus Weißenstadt im Fichtelgebirge, ein Hartgestein, dessen maschinelles Schleifen und Polieren erst wenige Jahre vorher entwickelt worden war.
Johann Baptist Scholl der Jüngere lebte noch 15 Jahre ohne nennenswerte Schaffensphase. Er wechselte mehrmals den Aufenthaltsort, bis er am 26. September 1881 63-jährig in Limburg an der Lahn im Haus seines Schwiegersohns Heinrich Hardt, Ehemann von Anna Regina Antonia (1857–1913) verstarb. Aus seiner Schaffensphase sind heute überwiegend die Grabdenkmäler auf den Friedhöfen in Darmstadt und Mainz sowie einige Bildhauerarbeiten erhalten geblieben.
Johann Baptist Scholl wurde auf dem  Domfriedhof in Limburg an der Lahn bestattet. Das Grab, in dem 1889 ebenfalls seine Frau Anna bestattet wurde, existiert nicht mehr. Es wurde im Zweiten Weltkrieg bei der Anlage eines Löschteichs zerstört.